# Chimerella
Chimerella (лат.) — род бесхвостых земноводных из семейства стеклянных лягушек, обитающих в Южной Америке. Родовое название образовано от греч. chimaira — «химера», и уменьшительного суффикса -ella, с отсылом к морфологическим особенностям вида Chimerella mariaelenae.

## Распространение
Встречаются на амазонских склонах Анд в Эквадоре и Перу, и, возможно, в Колумбии.

## Классификация
На февраль 2023 года в род включают 2 вида:
- Chimerella corleone Twomey, Delia & Castroviejo-Fisher, 2014
- Chimerella mariaelenae (Cisneros-Heredia & McDiarmid, 2006)